# Amphigenes
Amphigenes là một chi bướm đêm thuộc họ Gelechiidae.